# Шевелёв, Григорий Александрович (журналист)
Шевелёв Григо́рий Алекса́ндрович (род. 3 июня 1943 года, Москва) —  советский и российский деятель телевидения и радио, журналист. Член Академии Российского телевидения. Заслуженный работник культуры Российской Федерации (2002).

## Биография
Родился 3 июня 1943 года в Москве в семье одного из организаторов отечественного автомобилестроения, участника Великой Отечественной войны, Александра Григорьевича Шевелёва (1907—1989 гг.) и Татьяны Михайловны Шевелёвой (1911—1999 гг.), инженера железнодорожного транспорта.
В 1967 году окончил МГУ им. М. В. Ломоносова, факультет журналистики по специальности «литературный сотрудник радио и телевидения», а в 1982 году — аспирантуру Академии Общественных наук при ЦК КПСС по специальности «отечественная история». Кандидат исторических наук, профессор факультета коммуникаций, медиа и дизайна НИУ «Высшая школа экономики», заведующий кафедрой истории телевидения Высшей школы (факультета) телевидения МГУ им. М. В. Ломоносова.

## Профессиональная деятельность
В 1963 году начал работать внештатным корреспондентом в Главной редакции информации Всесоюзного радио Гостелерадио СССР (программы «Последние известия», «Маяк»). Был принят в штат редактором, специальным корреспондентом. Готовил первые выпуски «Маяка», вёл специальные репортажи, участвовал в трансляциях с Красной площади в дни всенародных праздников. Один из создателей первой в стране информационно-музыкальной радиостанции «Маяк».
В 1970 году приглашён в Главную редакцию пропаганды Центрального телевидения Гостелерадио СССР. Работал старшим редактором, корреспондентом, заведующим отделом, заместителем главного редактора. Стал автором многих документальных фильмов и телепередач о жизни страны, в том числе фильма «1973 год» из многосерийного документального цикла «Наша биография», телеочерков о строителях БАМа и КАМАЗа, о людях Сибири и Дальнего Востока.
В 1983 году назначен главным редактором Главной редакции информации ЦТ Гостелерадио СССР. Руководил программой «Время». Впервые на отечественном телевидении реализовал формат утреннего информационно-развлекательного вещания.
Автор и организатор таких крупных телепроектов, как трансляции XXII Олимпийских игр в Москве (1980), Всемирного международного фестиваля молодёжи и студентов в Москве (1985), государственных праздников и др.
В годы «перестройки» (1985—1990 гг.) принимал активное участие в демократизации информационного и общественно-политического вещания на Центральном телевидении. Руководил созданием серии программ «Прожектор перестройки». С Владимиром Молчановым и Ольваром Какучая участвовал в создании программы «До и после полуночи».
В 1988 году назначен заместителем председателя Гостелерадио СССР.
Затем работал заместителем председателя РГТРК «Останкино», генеральным директором телевидения «Останкино». Организовывал молодёжное и детское вещание, производство документальных фильмов, участвовал в работе над программой «Взгляд». В начале 1993 года, в связи со сменой председателя РГТРК «Останкино», был отстранён от руководства телевидением и назначен представителем телерадиокомпании в Европе. Однако уже в конце 1993 года, после событий вокруг Останкинского телецентра и решения руководства об отключении телевещания, был вновь приглашён на должность заместителя председателя РГТРК «Останкино», генерального директора Центрального телевидения.
Во второй половине 1990-х годов, в связи с тяжёлым финансовым положением в стране, встал вопрос о возможности дальнейшего существования РГТРК «Останкино». Шевелёв отстаивал интересы коллектива телевидения «Останкино» и сложившуюся программную политику. В 1995 году выступил в защиту РГТРК «Останкино» на парламентских слушаниях в Государственной Думе РФ. Был приглашён в созданное АОЗТ «Общественное российское телевидение» (ОРТ) на должность заместителя генерального директора, куратора информационного телевизионного вещания. В структуре ОРТ создал производящую компанию «Телефабрика» и стал её первым генеральным директором.
В 1997—1999 годах активно участвовал в создании негосударственного телеканала REN-TV, в реорганизации вещания Московского телеканала и создании на его основе телеканала «ТВ Центр», став его первым генеральным директором.
С 1999 года работал в ГРК «Маяк» заместителем председателя, главным редактором. В период реорганизации радиостанции внёс существенный вклад в её обновление и создание версии для FM-частоты, участвовал в разработке новых форматов «Маяка». Под его руководством и при творческим участии созданы серии фондовых радиофильмов о Великой Отечественной войне, циклы фондовых документальных радиопрограмм с воспоминаниями выдающихся деятелей культуры, другие крупные аудиопроизведения.

## Общественная и преподавательская деятельность
Один из создателей и член Академии Российского телевидения (ТЭФИ), первый Председатель Совета учредителей Фонда Академии Российского телевидения. Являлся членом Редакционного совета Международной академии телевидения и радио, а также — членом президиума Союза журналистов Москвы.
С середины 90-х годов активно участвует в подготовке профессиональных журналистов для радио и телевидения. Преподавал на факультете международной информации МГИМО. Совместно с известным телережиссёром, лауреатом Государственной премии России М. А. Литовчиным разрабатывал концепцию первого в стране Гуманитарного института телевидения и радио (ГИТР), в своё время носящего имя М. А. Литовчина. Преподавал в НИУ «Высшая школа экономики».
Ведёт специальные курсы по истории телевидения и информационному телевещанию, теории журналистики и другим профессиональным предметам в Высшей школе (факультете) телевидения МГУ им. М. В. Ломоносова.
Во второй половине 90-х годов стал создателем и редактором журнала «ТЭФИ обозрение». Под редакцией Шевелёва в «Библиотеке ТЭФИ» вышло несколько серий профессиональных книжных изданий, а также несколько книг в издательствах «Вагриус» и «Аспект Пресс». В разные годы входил в редакционные коллегии журналов «Среда», «Broadcasting», «Телецентр» и других профессиональных СМИ. Его статьи опубликованы в сборниках «Журналистика на стыке веков: Люди и судьбы» (2012), «Возвращение к истокам» (2008), «Научные и учебные тетради Высшей школы телевидения МГУ им. М. В. Ломоносова. Тетрадь № 1» (2009) и др.
За плодотворную профессиональную деятельность награждён орденами «Дружбы народов» (1986), «Орденом Почёта» (2006), медалями, другими правительственными наградами. Заслуженный работник культуры Российской Федерации (2002). Лауреат премии Союза журналистов СССР (1974), а также национальной премии «Телегранд» (2004).